# Unión Cantinil
Unión Cantinil – miasto w zachodniej Gwatemali, w departamencie Huehuetenango, blisko 80 km na zachód od stolicy departamentu, miasta Huehuetenango, oraz około 40 km od granicy państwowej z meksykańskim stanem Chiapas. Miasto leży w górach Sierra Madre de Chiapas na wysokości 1700 m n.p.m.
Według danych szacunkowych w 2012 roku liczba ludności miasta wyniosła 3197 mieszkańców.
Jest siedzibą władz gminy o tej samej nazwie, która w 2012 roku liczyła 18 533 mieszkańców. Gmina jak na warunki Gwatemali jest bardzo mała, a jej powierzchnia obejmuje zaledwie 43 km².